# Yolande Welimoum
Yolande Marcelle Welimoum née le 9 octobre 1988, est une actrice, réalisatrice et scénariste camerounaise.

## Biographie

### Études
Yolande étudie les arts du spectacle et la cinématographie à l'université de Yaoundé I.

### Parcours professionnel
En 2016, son scénario Heritage est arrivé en deuxième place lors de la première édition du concours du scenario festival, co-organisé par le festival des Écrans noirs de Yaoundé, GIZ et KFW. Heritage aborde le sort des femmes camerounaises héritant des propriétés familiales et a été adapté en un film dramatique de fiction du même nom .Welimoum a créé le film à Films Femmes Afrique, un festival consacré aux sujets féminins.[réf. souhaitée] Tout en parlant à Deutsche Welle des abus sexuels dans l'industrie cinématographique africaine, elle a déclaré qu'elle se défendait régulièrement contre les avances non désirées des réalisateurs masculins. Welimoum était l'une des trois personnes annoncées comme lauréats du 20e concours des Écrans noirs.

## Court-métrage
- 2016 : Héritage
- 2012: Flash
- 2018: Qui suis-je?
- 2018: Patience